# Ödön Mihalovich
Ödön (Edmund) Péter József de Mihalovich (født 13. september 1842, Kongedømmet i Kroatien, død 22. april 1929 i Budapest, Ungarn) var en ungarsk komponist, rektor og lærer,
Mihalovich studerede komposition privat hos Mihály Mosonyi, og i Leipzig og senere München. Han har skrevet fire symfonier, orkesterværker, operaer, kammermusik, korværker etc. Milhalovich efterfulgte Franz Liszt, som rektor for Musikkonservatoriet i Budapest, hvor han også underviste i komposition. Han tog også timer i direktion hos Hans von Bülow. Milhalovich var i sin kompositionsstil influeret af Richard Wagner, men han var også en stærk forkæmper for Ungarsk nationalisme, og vejledte komponister som Bela Bartok og Zoltan Kodaly.

## Udvalgte værker
- Symfoni nr. 1 (i D-mol) (1879) - for orkester
- Symfoni nr. 2 (i H-mol) (1892) - for orkester
- Symfoni nr. 3 (i A-mol) (1898-1901) - for orkester
- Symfoni nr. 4 (i C-mol) (1902) - for orkester
- Hagbart og Signe (1867-1881) - opera
- Eliane (1885–1887) - opera